# Примож при Љубнем
Примож при Љубнем (словен. Primož pri Ljubnem) је насељено место у општини Љубно, Савињска регија, Словенија.

## Историја
До територијалне реорганизације у Словенији био је у саставу старе општине Мозирје.

## Становништво
У попису становништва из 2011. године, Примож при Љубнем је имао 172 становника.
| Број становника према пописима | Број становника према пописима | Број становника према пописима |
| ------------------------------ | ------------------------------ | ------------------------------ |
| 1991                           | 2002                           | 2011                           |
| 311                            | 167                            | 172                            |

Напомена: До 1955. исказивано под именом Свети Примож. Године 1992. умањено за део насеља који је припојен насељу Љубно об Савињи.